# Spory (Glee)
Spory (v anglickém originále Feud) je šestnáctá epizoda čtvrté série amerického hudebního televizního seriálu Glee a v celkovém pořadí osmdesátá druhá epizoda tohoto seriálu. Napsal ji Roberto Aguirre-Sacasa, režíroval Bradley Buecker a poprvé se vysílala ve Spojených státech dne 14. března 2013 na televizním kanálu Fox.
Epizodu v den vysílání sledovalo 5,46 milionů amerických diváků a získala rating a podíl na trhu 2,0/6 ve věkové skupině od osmnácti do čtyřiceti devíti let .

## Příběh
V New Yorku Rachel Berry (Lea Michele) zjišťuje, že není těhotná a Santana Lopez (Naya Rivera) ji připomíná, že její přítel Brody Weston (Dean Geyer) před ní něco skrývá. Aniž by to nikdo věděl, tak si Brody přivydělává jako gigolo, aby mohl splatit školné na NYADĚ.
V Limě si sbor New Directions všimne, že Will Schuester (Matthew Morrison) začíná významně bojovat proti Finnovi Hudsonovi (Cory Monteith) a oba dva ohledně toho konfrontují. Poprvé za několik let nařídí svým učitelům úkol, aby se vypořádali s hudebním soubojem. Wade "Unique" Adams (Alex Newell) konfrontuje Rydera Lynna (Blake Jenner), který se staví mezi vztah Marley Rose (Melissa Benoist) a Jaka Puckermana (Jacob Artist) na začnou být nepříteli poté, co Ryder nazve Unique chlapcem. Artie Abrams (Kevin McHale) navrhne, že by své emoce měli vyjádřit skrze píseň a zpívají duet "The Bitch Is Back" a "Dress You Up", ale Ryder stále nemůže přijmout Unique jako dívku. Mezitím se Marley usmíří s Jakem, ale ten se stále chová nepřátelsky vůči Ryderovi, který ho zradil, když políbil Marley.
V New Yorku přichází Santana na NYADU, kde překvapí Brodyho svým vystoupením „Cold Hearted", kterým ho ztrapní. Když se o tom dozví Rachel a Kurt Hummel (Chris Colfer), tak vyhazují Santanu z jejich bytu. V Limě zpívají Will a Finn duet „Bye Bye Bye" a „I Want It That Way" a ačkoliv Will Finnovi odpustí, tak mu řekne, že jejich vztah již nebude takový, jako předtím. Marley později přesvědčí Finna, že je rozený vůdce a podpoří ho, aby získal vysokoškolský diplom a stal se učitelem. Santana nakonec objeví Brodyho tajemství a ozve se Finnovi, který cestuje do New Yorku a konfrontuje Brodyho v motelu a vyhrožuje mu, že řekne Rachel pravdu, pokud ji nenechá na pokoji a neodejde od ni. Když Brody chce, aby Finn odešel, tak se poperou a z bitky vychází Finn jako vítěz.
Trenérka roztleskávaček Sue Sylvester (Jane Lynch) se snaží přesvědčit Blaina Andersona (Darren Criss), aby se znovu připojil k roztleskávačkám a provede několik útoků na jeho osobní život. Blaine vyzve Sue na duel a zpívají „I Still Believe“ a „Super Bass“. Sue je zvolena vítězkou a vítá Blaine mezi roztleskávačky a jmenuje ho spolukapitánem společně s Becky Jackson (Lauren Potter), ale netuší že je to část plánu Blaina a Sama Evanse (Chord Overstreet), aby zabránili Suiným snahám zničit sbor poté, co odmaturují.
Ryder si začne chatovat s dívkou Katie Fitzgerald, která ho přesvědčí, aby si ze svých soků udělal přátele. Ryder svolá Marley, Jaka a Unique a omlouvá se jim. Připojí se k nim i Kitty Wilde (Becca Tobin) a rozhodnou se, že po absolvování maturantů budou mít kontrolu nad sborem oni. Ryder a Jake zpívají společně s New Directions „Closer“, aby oslavili své spojenectví a Ryder později píše Katie, aby ji poděkoval. Nicméně, když ji Ryder požádá, zda by se mohli setkat, tak uslyší ťukání klávesnice ve školní knihovně, ještě předtím, než se Katie z chatu odhlásí.

## Seznam písní
- „How to Be a Heartbreaker“
- „The Bitch Is Back“ / „Dress You Up“
- „Cold Hearted“
- „Bye Bye Bye“ / „I Want It That Way“
- „I Still Believe“ / „Super Bass“
- „Closer“

## Obsazení
| Chris Colfer      | Kurt Hummel           |
| Darren Criss      | Blaine Anderson       |
| Jane Lynch        | Sue Sylvester         |
| Kevin McHale      | Artie Abrams          |
| Lea Michele       | Rachel Berry          |
| Cory Monteith     | Finn Hudson           |
| Heather Morris    | Brittany Pierce       |
| Matthew Morrison  | William Schuester     |
| Chord Overstreet  | Sam Evans             |
| Amber Riley       | Mercedes Jones        |
| Naya Rivera       | Santana Lopez         |
| Mark Salling      | Noah „Puck“ Puckerman |
| Harry Shum mladší | Mike Chang            |
| Jenna Ushkowitz   | Tina Cohen-Chang      |